# Ellewoutsdijk (kasteel)
Het kasteel Ellewoutsdijk of Hoge Meet stond in het Nederlandse dorp Ellewoutsdijk, provincie Zeeland. Het voormalige kasteelterrein is nog herkenbaar als een heuvel in het landschap.

## Geschiedenis
De eerste eigenaren van het kasteel waren waarschijnlijk afkomstig uit de familie Van Borssele. Rond 1250 gingen de kasteelheren zich Van Everinge noemen. Zij waren ambachtsheren van zowel Everinge als Ellewoutsdijk en Coudorpe. De familie was Vlaamsgezind en dat was voor de Hollandse graaf de reden om in 1301 het kasteel Ellewoutsdijk – op dat moment in eigendom van Hendrik van Everinge - af te breken. De familie moest uitwijken naar elders. Nadat Hendrik weer in genade was aangenomen door de Hollandse graaf kon hij rond 1320 zijn kasteel herbouwen. Hierna ging het slot over naar zijn zoon Wolfert van Everinge, maar deze overleed kinderloos: het kasteel viel daardoor weer terug aan de graaf. Door verkoop werd Raes van Borssele van Zandijk de nieuwe eigenaar.
Eind 16e eeuw was Ellewoutsdijk in bezit van jonkheer Frederik de Lutiano. Oorlogen en overstromingen in de tweede helft van de 16e eeuw brachten het kasteel dermate veel schade toe dat het waarschijnlijk al nauwelijks meer bewoonbaar was. In de 17e en 18e eeuw waren de ambachtsheren uit de families Van Watervliet en De Perponcher Sedlnitzky de eigenaren.
Kort na 1822 is de ruïne gesloopt.

### Zorgvliet
Eind 19e eeuw werd rondom het oude kasteelterrein de buitenplaats Zorgvliet aangelegd, waarbij de kasteellocatie zelf zich in de overtuin bevond. Het hoofdgebouw van Zorgvliet is in 1944 verwoest en werd in 1952 in een afwijkende stijl herbouwd.

## Beschrijving
Het eerste kasteel is waarschijnlijk al in de eerste helft van de 13e eeuw gebouwd en was een mottekasteel. Rond 1320 werd op dezelfde locatie een nieuw kasteel gebouwd, maar dat werd uitgevoerd als een waterburcht.
De grachten zijn in 1923 verder open gegraven door de eigenaar van buitenplaats Zorgvliet. Onderzoek in 1985 stelde vast dat er funderingen in de kasteelheuvel aanwezig zijn. 
Bij de kasteelheuvel staat een 19e-eeuwse folly in de vorm van een ruïne. Deze is vermoedelijk gebouwd met bakstenen van het kasteel. De folly is een rijksmonument, net als de overtuin waarin de kasteelheuvel zich bevindt.

## Afbeeldingen

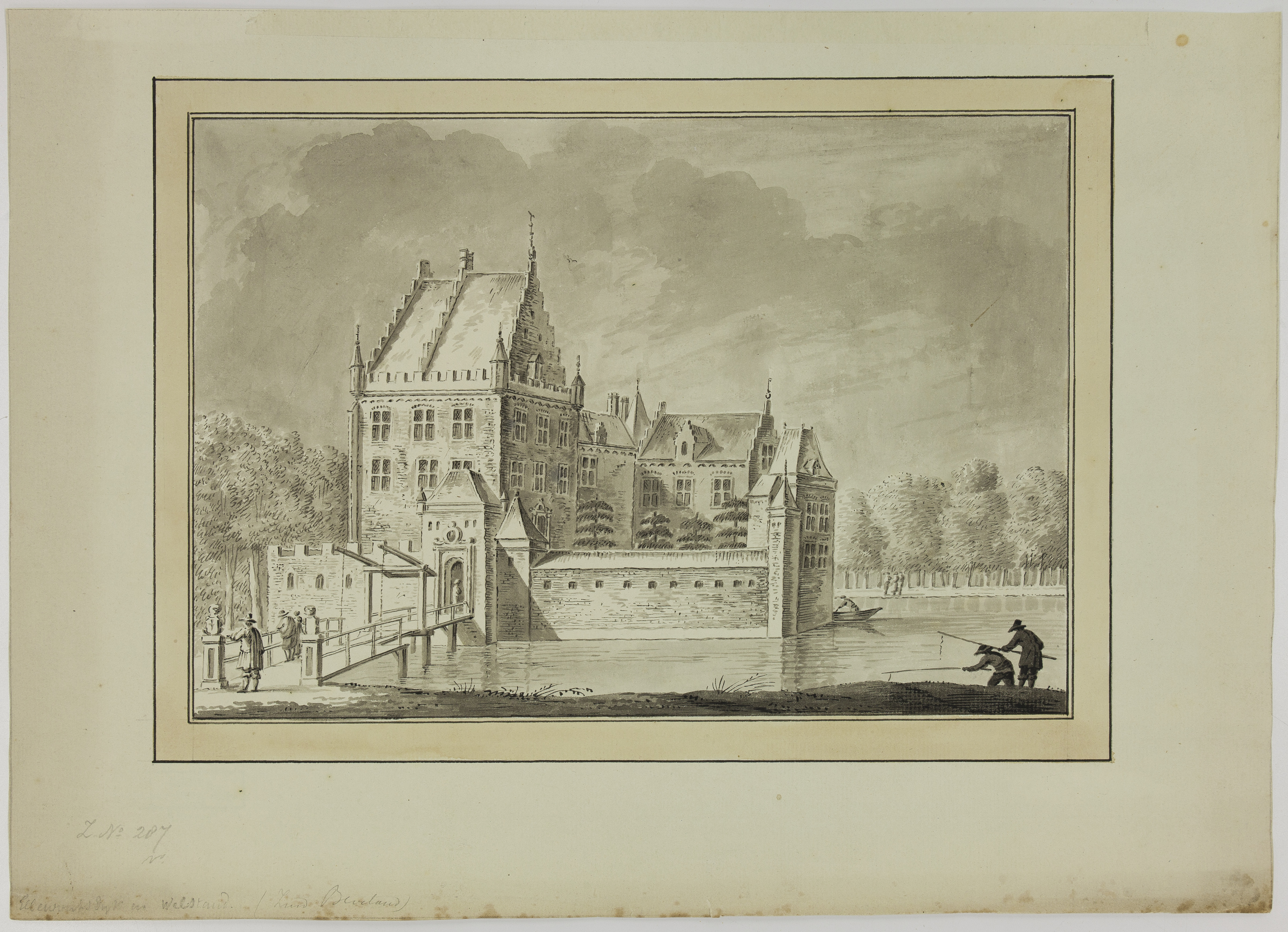
Kasteel Ellewoutsdijk
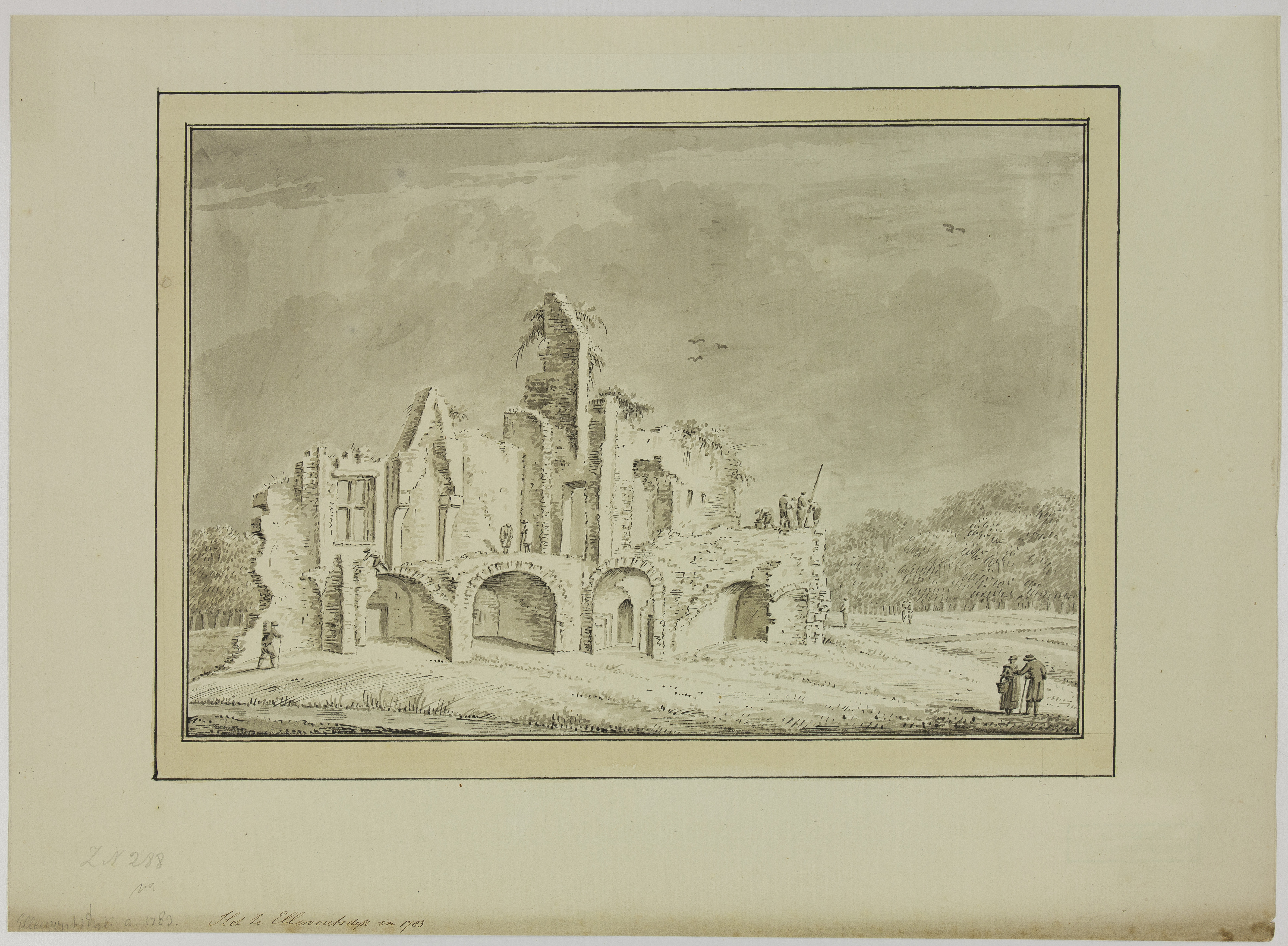
Ruïne van kasteel Ellewoutsdijk
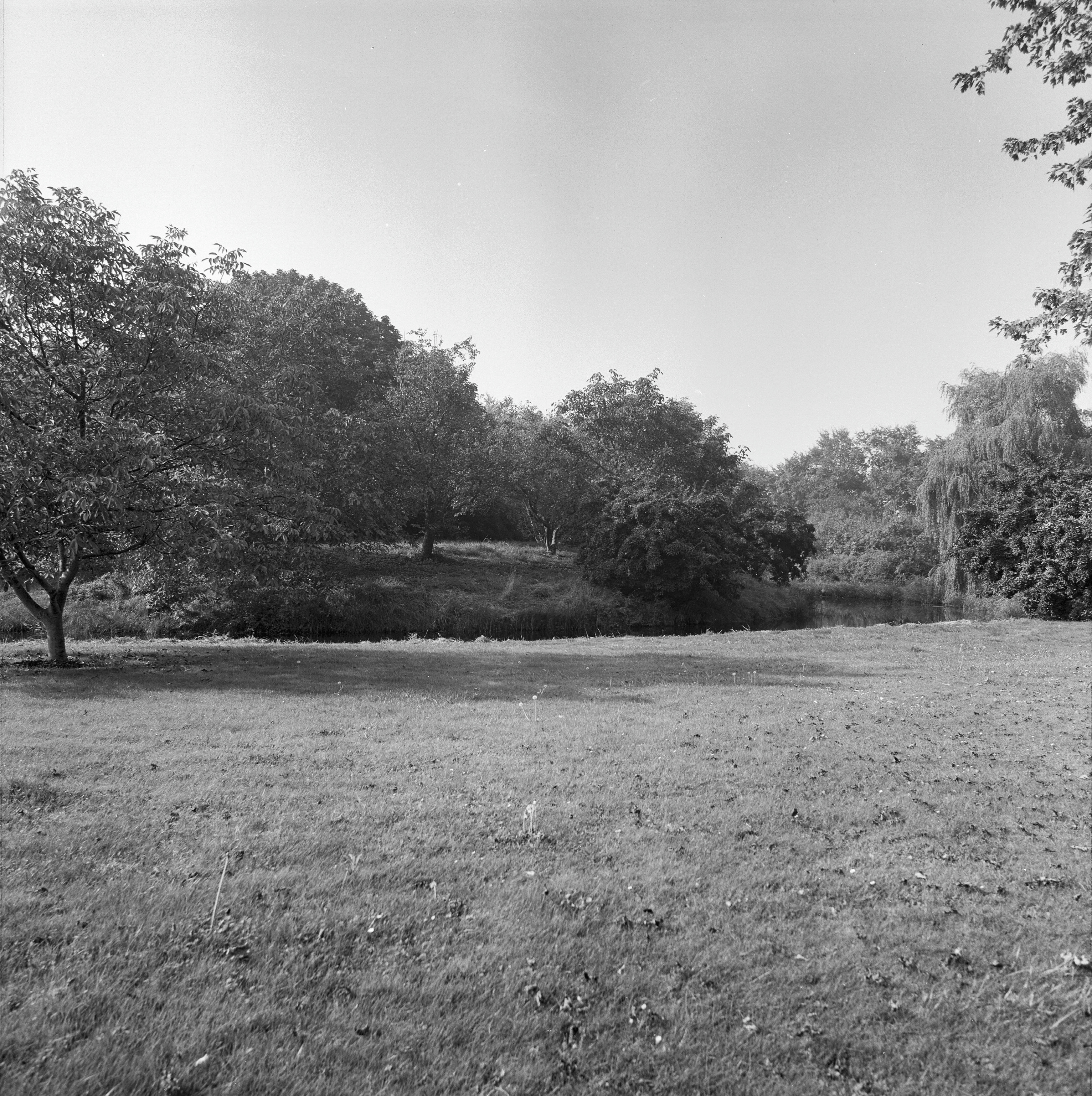
De kasteelheuvel
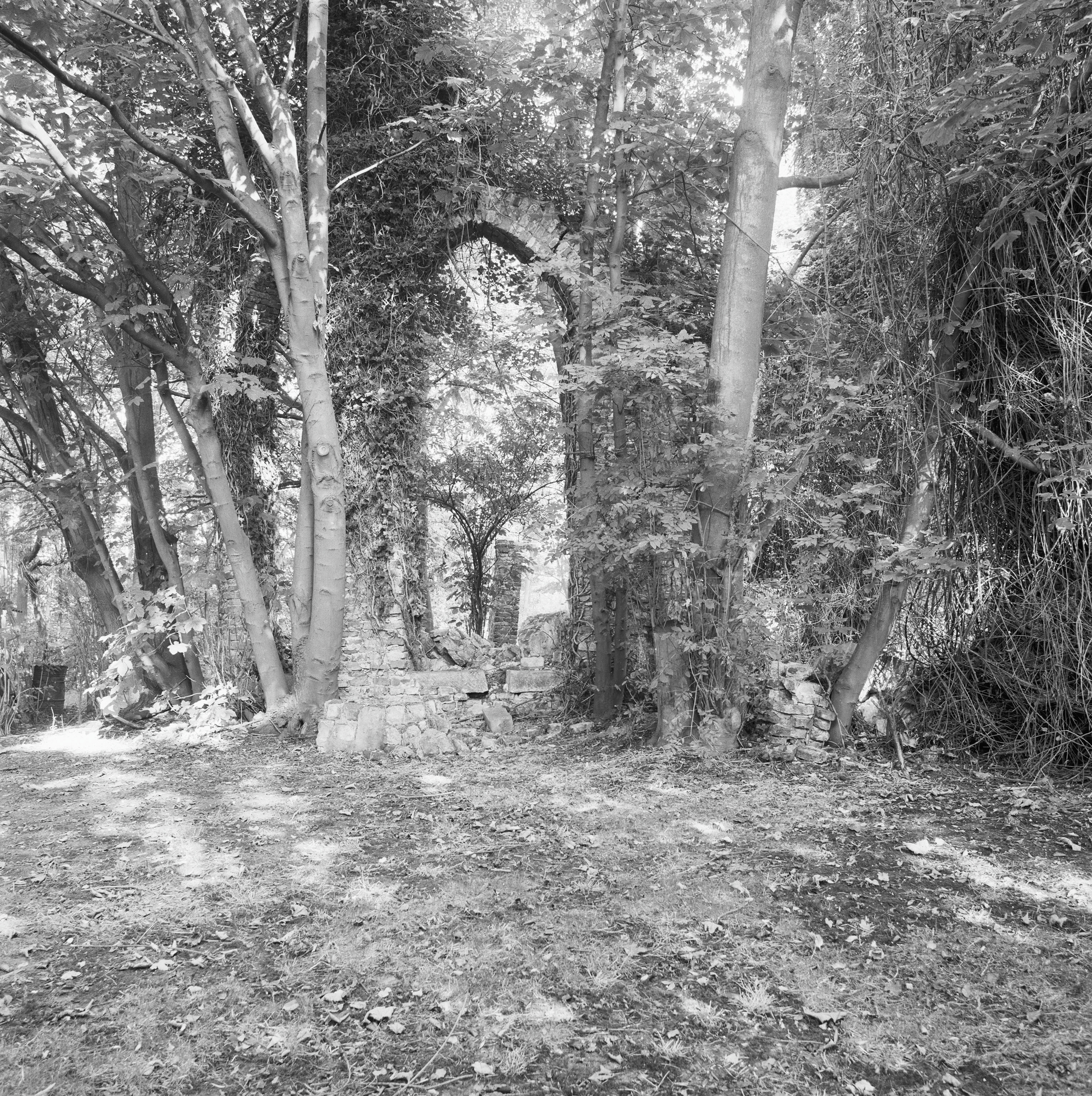
De 19e-eeuwse folly in de overtuin, gemaakt van bakstenen van het voormalige kasteel

Aldegonde · Kasteel van Axel · Baarland · Baarsdorp · Barbestein · Biervliet · Bieweg · Blodenburg · Huis der Boede · Brijdorpe · Bruëlis · 't Burchtje · Burggravensteen · Buttinge · Coxijde · Crayenstein · Duinbeek · Duivelsberg · Ellewoutsdijk · Filippenburg · Geersdijk · Gistellis · Gravenhof · Slot Haamstede · Kasteel Hellenburg · Herkestein · Heuvelsweg · Hoge Huis · Ter Hooge · Hoogkamer · Kats · Kind van Trente · Kleverskerke · Kortgene · Kreke · Kruiningen · Laterdale · Lodijke · Maalstede (Hulst) · Maalstede (Kapelle) · Magdalon · Hof Ter Moere · Moermond · Te Mortiere · Muiden · Hof ter Nisse (Nisse) · Hof ter Nisse (Ossenisse) · Oostende · Oostende (Goes) · Oosterstein · Poelvoorde · Poortvliet · Popkensburg · De Pottere · Poucques · Pronkenburg · Ravenstein · Saeftingher Slot · Kasteel van Sint-Maartensdijk · Schengen · Sluis · Smallegange · Stavenisse · Tolhuis van Iersekeroord · Huus ter Tolne · Torenberg · Torenhoeve · Toren van Bourgondië · Troye · Valkenisse · Vinninghen · Vlissingen · Voorhoute · Waarde · Watervliet · Weldamme · Welland · Huis te Werf · Te Werve · Westenschouwen · Westhove · Westkerke · Windenburg · Zandenburg · Zwanenburg